# Segelfluggelände Haßloch

i7
i11
i13
Das Segelfluggelände Haßloch liegt im Gebiet der Gemeinde Haßloch im Landkreis Bad Dürkheim in Rheinland-Pfalz, etwa 2 Kilometer östlich des Zentrums von  Haßloch.

## Flugbetrieb
Das Segelfluggelände ist mit einer 1000 m langen Start- und Landebahn aus Gras ausgestattet. Der Betreiber des Segelfluggeländes ist der Segelflugsportverein Haßloch e. V. Am Flugplatz findet ausschließlich Flugbetrieb mit Segelflugzeugen und Motorseglern statt. Die Nutzung durch Ultraleichtflugzeuge und Motorflugzeuge ist nicht gestattet. Segelflugzeuge starten per Windenstart.